# أوبري ريتشموند
أوبري ريتشموند (بالإنجليزية: Aubrey Richmond)‏ هو دراج غياني، ولد في 14 نوفمبر 1957.

## وصلات خارجية
- أوبري ريتشموند على موقع إحصائيات الدراجات الإحترافية (الإنجليزية)
- أوبري ريتشموند على موقع أوليمبيديا (الإنجليزية)